# Sangeeta N. Bhatia
Sangeeta N. Bhatia, M.D., Ph.D. (1968) és una enginyera biològica indoamericana i professora en l'Institut de Tecnològic de Massachusetts (MIT) a Cambridge (Massachusetts).
En 2003, va ser esmentada en la MIT Technology Review com un dels cent principals innovadors del món amb menys de 35 anys. The Scientist la va incloure com a "Científic a seguir" en 2006. Es va incorporar a l'Institut Mèdic Howard Hughes en 2008.
Bhatia va ser coautora del primer llibre de text sobre enginyeria de teixits i ha editat dos llibres sobre aquest camp: Microdevices in Biology and Medicine i Biosensing.

## Biografia
Els pares de Bhatia van emigrar de l'Índia a Boston. El seu pare era enginyer i la seva mare va ser una de les primeres dones de l'Índia que va obtenir una MBA. La seva motivació per estudiar enginyeria es remunta a quan va estudiar Biologia en 10º grau i a un viatge que va realitzar als 16 anys amb el seu pare a un laboratori del MIT per veure la demostració d'una màquina d'ultrasons per a tractaments contra el càncer.
Va estudiar bioenginería a la Universitat Brown, on es va incorporar a un grup de recerca que estudiava sobre els òrgans artificials, la qual cosa la va reafirmar en la seva intenció d'obtenir una llicenciatura en aquest camp. Després de graduar-se amb honors en 1990, Bhatia va treballar durant un any en ICI Pharmaceuticals en Wilmington, desenvolupant medicaments. Poc satisfeta amb aquesta tasca, va decidir tornar a la universitat.
Bhatia va ser rebutjada inicialment en els cursos de doctorat de la Divisió de Ciències de Salut i Tecnologia (HST) d'Harvard-MIT. No obstant això va poder inscriure's en el màster de Enginyeria Mecànica. Posteriorment va ser acceptada al programa de doctorat del HST, on sota la tutela de Mehmet Tòner i Martin Yarmush obtindria els seus doctorats en 1997 i 1999, completant la seva formació postdoctoral a l'Hospital General de Massachusetts.
Bhatia es va incorporar al professorat de la Universitat de Califòrnia en Sant Diego (UCSD) en 1999 i va arribar al lloc de professor associat. Estant en UCSD, se li va atorgar una Packard Fellowship, i va ser nomenada "Professora de l'Any" en 2001 en el Departament de Bioengeniería de l'Escola d'Enginyeria Jacobs. En 2005, va deixar UCSD i per passar al MIT, dins de la Divisió de Ciències i Tecnologia de la Salut, i de el Departament d'Informàtica i Enginyeria Elèctrica. L'Escola d'Enginyeria de la Universitat Brown li va lliurar la medalla BEAM (Brown Ingeneering Alumni Medal) en 2011.
Bhatia ha dirigit el Laboratori de Tecnologies Regeneratives Multiscalares i està afiliada a el Brigham and Women's Hospital i el David H. Koch Institute for Integrative Cancer Research.

## Recerques
Les recerques de Bhatia en el Laboratori de Tecnologies Regeneratives Multiscalares se centren en les aplicacions de la micro- i nanotecnologia en la reparació i regeneració de teixits.
Específicament, estudia les interaccions entre hepatòcits (cèl·lules hepàtiques) i el seu microentorno, i desenvolupa eines de microfabricació per millorar les teràpies cel·lulars en les malalties del fetge (enginyeria del teixit hepàtic). El seu objectiu és maximitzar les funcions dels hepatòcits, facilitar el disseny de teràpies cel·lulars eficaces per a les malalties hepàtiques, i millorar la comprensió dels fonaments de la fisiologia i fisiopatologia del fetge. 